# شهرستان ادیر، اکلاهما
ادیر (به انگلیسی: Adair) شهرستانی در ایالت اکلاهما است. در سرشماری سال ۲۰۱۲، جمعیت این شهرستان ۲۲٬۲۸۶ نفر اعلام شد. مرکز ادیر شهر استیلول است. شهرستان ادیر در سال ۱۹۰۷ تأسیس شد.

## جغرافیا
طبق اداره آمار آمریکا، این شهرستان مساحتی در حدود ۱٬۴۹۴ کیلومتر مربع دارد.

### شهرها
شهر
- استیلول

شهرک
- واتس
- وستویل

CDP (Census-designated place)
- بل
- چری تری
- چوی
- کریستی
- فرفیلد
- گریسی
- لاینز سویچ
- پاوین
- مریتا
- پاینی
- پراکتر
- الم گروو
- راکی ماونتن
- سیلم
- تایتنیک
- وست پاوین
- زاین
- Mulberry, Oklahoma
- Old Green, Oklahoma
- Wauhillau, Oklahoma